# Lepuropetalon spathulatum
Lepuropetalon là một chi thực vật hạt kín thuộc họ Celastraceae như họ này được định nghĩa trong phân loại năm 2009 của Angiosperm Phylogeny Group. Trước khi công bố hệ thống APG III năm 2009 thì Lepuropetalon đã từng được đặt cùng Parnassia trong họ Parnassiaceae, hiện nay thường được coi là một phần tách ra của họ Celastraceae, hay trong họ riêng của chính nó là Lepuropetalaceae (Engl.) Nakai. Chi Lepuropetalon chỉ có 1 loài với danh pháp Lepuropetalon spathulatum. Nó là loài cây một năm nảy mầm trong mùa đông, khu vực phổ biến nhất là miền đông Texas và miền tây Louisiana. Nó cũng có lác đác về phía nam tới México và về phía đông tới vùng bình nguyên duyên hải Đại Tây Dương và vịnh Mexico, cũng như hiếm thấy từ cao nguyên Piedmont tới Bắc Carolina. Nó có sự phân bố đứt đoạn vì ngoài các khu vực đã nói trên đây ra thì nó cũng có tại Uruguay và miền trung Chile.
Đây là một trong những loài thực vật hạt kín nhỏ bé nhất trên đất liền và một số người thì cho rằng nó là nhỏ nhất. Do rất dễ bị bỏ qua nên có lẽ nó phổ biến hơn rất nhiều so với những gì mà các ghi chép đã chỉ ra. Nó được tìm thấy trong các khu vực ẩm ướt, thường là trong đất cát hay đất có nguồn gốc từ granit. Nó là phổ biến dọc theo các rìa của các vùng trũng có đất trên đỉnh các ngọn núi đá. Nó cũng thường có trong các nghĩa trang và các vùng đất phát quang phục vụ cho các đường truyền tải điện. Do nó là phổ biến trong các môi trường sống được con người duy trì nhưng không canh tác tích cực, nên hiện nay có lẽ nó phổ biến hơn so với nó có trong hoang dã.
Tại Hoa Kỳ và México, hạt của nó nảy mầm trong tháng 1. Người ta cho rằng điều này là phản ứng với thời gian ban ngày đang dần dài ra, nhưng vẫn chưa có thực nghiệm nào chứng minh điều này. Loài này ra hoa vào tháng 3 và đầu tháng 4. Hạt thuần thục rất nhanh sau đó. Rất ít cây còn sống sót khi vào cuối tháng 4.

## Miêu tả
Lepuropetalon spathulatum là cây một năm, rất nhỏ bé và nảy mầm mùa đông. Trong điều kiện phù hợp nó hình thành một búi hình bán cầu cao và rộng tới 2 cm, ít khi lớn hơn. Nó chỉ bao gồm một bông hoa nhỏ phía trên một vài chiếc lá nhỏ xíu, toàn bộ cây không cao quá 5 mm và bề ngang không quá 5 mm. Thân, lá và hoa có điểm rõ nét bằng các túi biểu bì chứa tanin, có xu hướng sắp xếp thành hàng. Chúng có màu nâu vàng hay hơi đỏ. Thân khá dày và hơi xiên góc. Các lá mọc so le hay gần đối, không cuống, dài, và rộng ra ở chóp giống như cái thìa.
Hoa lưỡng tính, mọc đơn độc tại đỉnh, ngay phía trên các lá và thường hướng lên phía trên. Chúng là khá lớn khi so với toàn bộ cây, có đường kính 2 tới 3 mm. Đài hoa gồm 5 lá đài rộng, thường không cân đối, hợp sinh tại phần dưới để tạo ra chén hoa bao quanh nửa dưới của bầu nhụy và dày lên dọc theo các khe nứt của nó để tạo ra 5 gân. Các lá đài bền vượt qua cả thời gian quả đã thuần thục.
Các cánh hoa dạng vảy, màu trắng và vừa đủ thấy được, nằm trên vành chén hoa giữa các lá đài hoặc đôi khi không có. Chúng nhanh chết đi nhưng không rụng mà vẫn còn lại cùng với các lá đài.
Năm nhị hoa ngắn và mọc đối các lá đài. Ban đầu chúng quay vào trong để rắc phấn hoa lên nhụy. Sau đó chúng quay ra ngoài do sự giãn nở của bầu nhụy. Các bao phấn màu vàng, thẳng, có dạng gần hình cầu. Năm nhị lép mọc đối các cánh hoa và giãn nở ra ở đỉnh.
Bộ nhụy 1 ngăn và bao gồm 3 lá noãn hợp sinh. Noãn nhiều và gắn vào gần các mép của lá noãn. Ba đầu nhụy tách biệt hay ban đầu hợp sinh tại gốc rồi sau đó tách ra cùng với sự phát triển của bầu nhụy. Các đầu nhụy là chỗ nối, nghĩa là nó là khu vực tiếp nhận phấn hoa mở rộng xuống phía dưới dọc theo các khe nứt nơi các lá noãn hợp lại.
Quả là dạng quả nang chứa nhiều hạt hình trụ, dài 0,15 tới 0,2 mm, màu hơi đỏ khi chưa thuần thục và gần như đen khi chín.

## Lịch sử
Lepuropetalon spathulatum xuất hiện trong các tài liệu thực vật học từ năm 1813 với sự công bố tác phẩm Catalogus Plantarum Americae Septentrionalis (Danh lục thực vật Bắc Mỹ) của Henry Muhlenberg. Muhlenberg đặt tên cho loài cay này là Pyxidanthera spatulata, nhưng hiện nay người ta biết rằng Lepuropetalon không có quan hệ họ hàng với Pyxidanthera, với chi thứ hai này là thành viên của họ Diapensiaceae trong bộ Ericales. Tên gọi của Muhlenberg trong bất kỳ trường hợp nào đều coi là nomen nudum do miêu tả của ông không thể dùng dược để nhận dạng loài cây này. Thông tin của Muhlenberg về loài cây này và có lẽ cả một vài mẫu vật chắc chắn đến từ bạn kiêm thông tín viên của ông là Stephen Elliott ở Nam Carolina. Các phần của các tập mẫu cây do Elliott và Muhlenberg tạo ra vẫn còn được bảo quản, nhưng các mẫu vật của Lepuropetalon thì đã mất trong cả hai bộ sưu tập này.
Năm 1817, Stephen Elliott công bố một cuốn sách nhỏ sau đó được gộp lại vào năm 1821 để trở thành quyển I của tác phẩm mà sau này người ta còn nhớ tới ông là A Sketch of the Botany of South Carolina and Georgia. Trong cuốn sách này, ông đề cập tới Pyxidanthera spatulata, nhưng đặt phần định danh loài là cách phát âm thông thường hơn trong tiếng La tinh là "spathulatum". Tuy nhiên, ông đã rời khỏi phân loại của Muhlenberg bằng cách đặt loài cây này trong chi riêng của chính nó, được ông gọi là Lepuropetalon.
Elliott đưa ra miêu tả rất ngắn gọn bằng tiếng La tinh, được ông dịch như sau: "Calyx 5 parted. Petals 5, resembling scales, inserted into the calyx. Capsule free near the summit, 1 celled, 1 valved." ("Đài hoa 5 phần. Cánh hoa 5, giống như vảy, gài vào đài hoa. Quả nang tự do gần đỉnh, 1 ngăn, 1 mảnh vỏ."). Sau đó ông cung cấp miêu tả chi tiết cho loài này và đề cập rằng nó được William Baldwin thu thập.
Elliott không viết phần từ nguyên cho tên gọi, và các tác giả sau này có các kiến giải khác nhau về nó. Tất cả đều đồng ý rằng tên gọi có nguồn gốc từ tiếng Hy Lạp và rằng "petalon" trong tiếng Hy Lạp có nghĩa là "cánh hoa hay lá". Tuy nhiên, một số tác giả cho rằng phần thứ nhất có nguồn gốc từ lepyron, "vỏ, vỏ bao", muốn nói tới sự bao gồm các cánh hoa bên trong đài hoa trong khi các tác giả khác cho rằng nó có nguồn gốc từ lepro, nghĩa là "vảy", và muốn nói tới các cánh hoa giống như vảy.
Năm 1833, William Jackson Hooker tại Anh đã miêu tả Lepuropetalon từ vật liệu mà một nhà sưu tập ở Chile gửi tới cho ông. Vào cùng khoảng thời gian đó, John Torrey tại New York cũng nhận được một số vật liệu từ Louisiana. John Torrey và Asa Gray đã viết về Lepuropetalon vào năm 1840. Alvan Wentworth Chapman viết về nó vào các năm 1860, 1884, 1897 trong 3 ấn bản của Flora of the Southern United States.
Lepuropetalon đã được đề cập trong một vài công bố khác trong thế kỷ 19 và thế kỷ 20, nhưng người ta vẫn chỉ biết rất ít về nó và nó hiếm khi được thu thập cho các tập mẫu cây. Trước năm 1970 chỉ khoảng 90 bộ sưu tập đã biết là có nó. Trong thập niên 1970, sự quan tâm tới Lepuropetalon đã tăng lên và vào năm 1987, khi Ward và Gholson viết về nó thì đã có 263 bộ sưu tập chứa nó. Ward và Gholson cung cấp một bản đồ chi tiết về sự phân bố của nó tại Hoa Kỳ.

## Các mối quan hệ
Trong thế kỷ 19 và 20, Lepuropetalon được các tác giả khác nhau đặt trong các họ khác nhau, nhưng thông thường là cùng Parnassia trong họ Saxifragaceae hay tách ra cùng Parnassia để tạo thành họ Parnassiaceae. Năm 1993, một nghiên cứu phát sinh chủng loài của họ Saxifragaceae được công bố, dựa trên các trình tự DNA của gen lạp lục rbcL. Nghiên cứu này thấy rằng Saxifragaceae sensu lato là đa ngành với Lepuropetalon, Parnassia, và một vài chi khác không liên quan tới phần lõi của họ này. Họ Saxifragaceae hiện tại được định nghĩa lại hẹp hơn nhiều so với chính nó trong năm 1993, và hiện nay chỉ bao gồm khoảng trên 30 chi.
Khi Lepuropetalon và chi chị em của nó Parnassia bị loại ra khỏi bộ Saxifragales, chúng được đặt trong bộ Celastrales. So sánh trình tự DNA rất lớn đầu tiên cho thực vật hạt kín đã bao gồm cả hai chi này và dựa vào rbcL. Cây phát sinh chủng loài do nghiên cứu này tạo ra đã đặt Lepuropetalon và Parnassia cùng nhau, nhưng chỉ có 4 thành viên của bộ Celastrales được lấy mẫu và các tác giả đã không thể tính toán hỗ trợ thống kê cho các nhánh của chúng.
Năm 2000, một nghiên cứu phát sinh chủng loài dựa trên rbcL cho thực vật hai lá mầm thật sự một lần nữa lại đặt Lepuropetalon và Parnassia cùng nhau, nhưng chỉ với hỗ trợ thống kê yếu.
Năm 2001, trong một nghiên cứu sử dụng nhiều DNA hơn, Lepuropetalon một lần nữa lại được gộp cùng Parnassia, nhưng với hỗ trợ thống kê mạnh hơn (98% tự trợ). Điều này đã được khẳng định vào năm 2006 trong nghiên cứu đầu tiên với sự lấy mẫu của tất cả các nhánh chính trong bộ Celastrales.